# Уильямстаун (Массачусетс)
Уильямстаун (англ. Williamstown) ― город в округе Беркшир, в северо-западной части штата Массачусетс, США. Он граничит с Вермонтом на севере и Нью-Йорком на западе. Уильямстаун является частью статистического района Питсфилд, штат Массачусетс. По данным переписи 2010 года, население города составляло 7754 человека.

## История
Первоначально район назывался Уэст-Хусак и был заселен в 1749 году. До этого времени его расположение вдоль тропы могавков делало его идеальным местом охоты для могикан. Его стратегическое расположение, граничащее с голландскими колониями в Нью-Йорке, привело к заселению, поскольку он был необходим в качестве буфера, чтобы помешать голландцам вторгнуться в Массачусетс. Форт Уэст-Хусак был построен в 1756 году. Город был зарегистрирован в 1765 году как Уильямстаун в соответствии с завещанием полковника, Эфраима Уильямса, погибшего в Войне с французами и индейцами. Он завещал городу значительную сумму при условии, что город будет назван в его честь и будет создана бесплатная школа. В 1791 году школа открылась, но как бесплатная просуществовала недолго. В 1793 году она стала колледжем Уильямса.
Основной отраслью промышленности было сельское хозяйство, особенно молочное животноводство, овцеводство и производство шерсти. Лесопилки и мельницы, работающие на водной энергии в ручьях. С промышленной революцией были добавлены более крупные мельницы, в том числе мельница Уолли и производственная компания Уильямстауна, обе производили текстиль. Компания A. Loop & Company (мельница на Уотер-стрит) производила шпагат. С открытием железной дороги прибыли туристы. Было создано несколько гостиниц и отелей, в том числе отель Айдлуайлд и отель Грейлок. В конце 1930-х и 1940-х годов Пармели Прентис и его жена Альта, дочь Джона Рокфеллера, создали ферму Маунт-Хоуп. С особняком, спроектированным Джеймсом Гэмблом Роджерсом, это была одна из выдающихся экспериментальных ферм в стране. Сегодня она принадлежит колледжу Уильямса, который остается крупнейшим работодателем в городе.

## Галерея

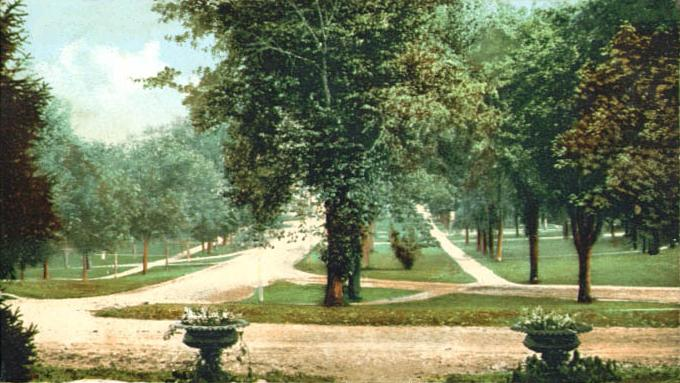
Главная улица в 1907 году
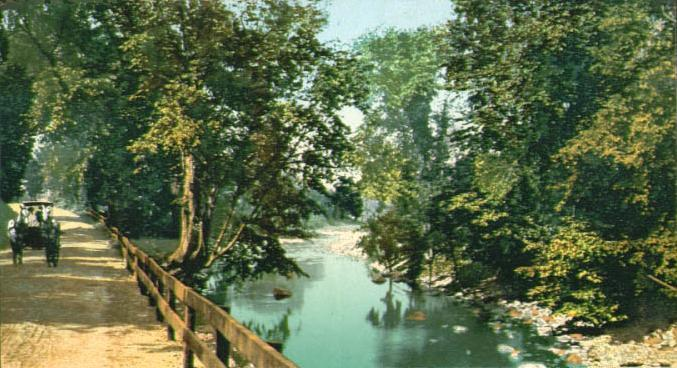
Дорога в Южный Уильямстаун в 1907 году
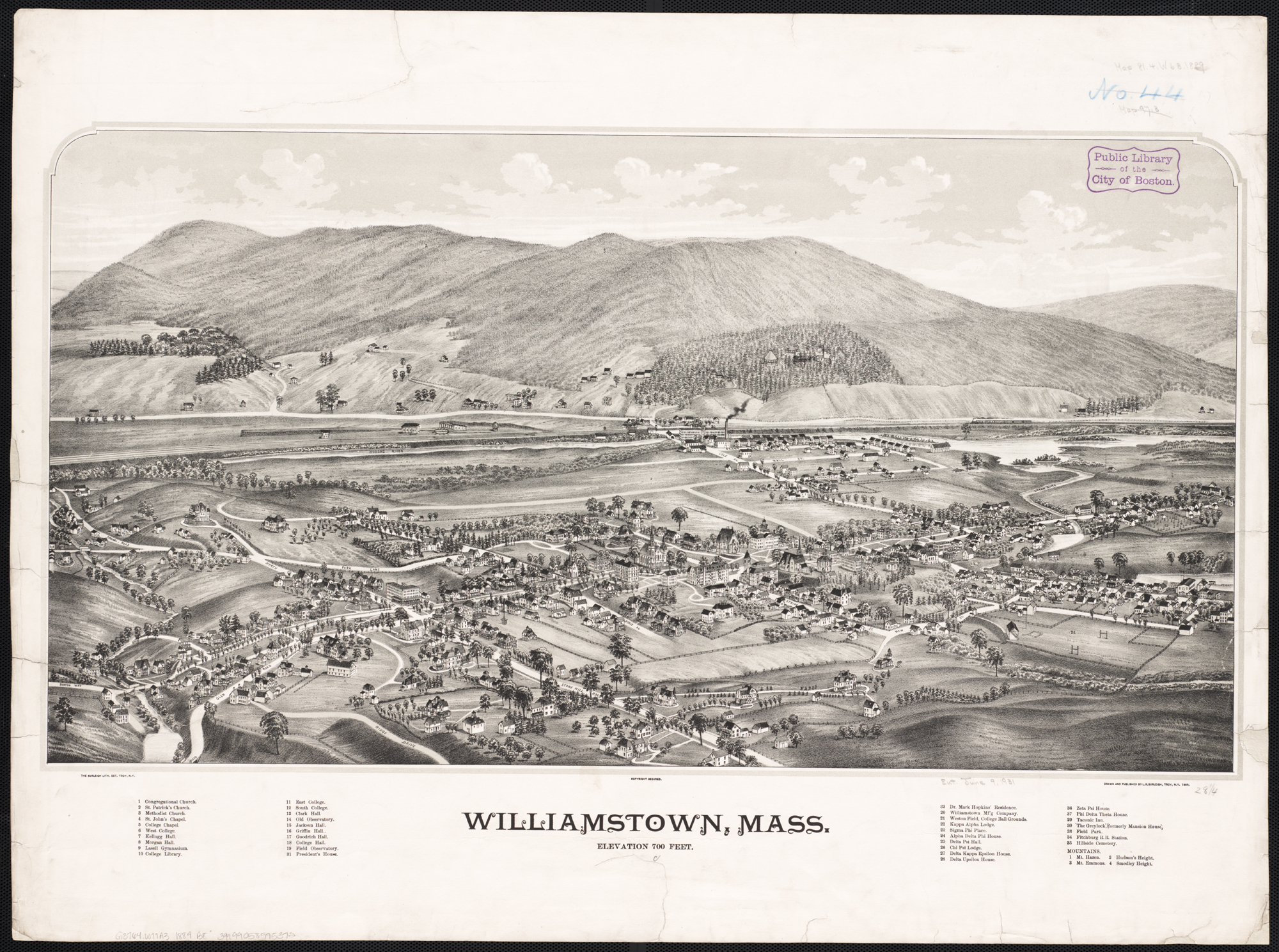
Гравюра Уильямстауна 1880-х годов
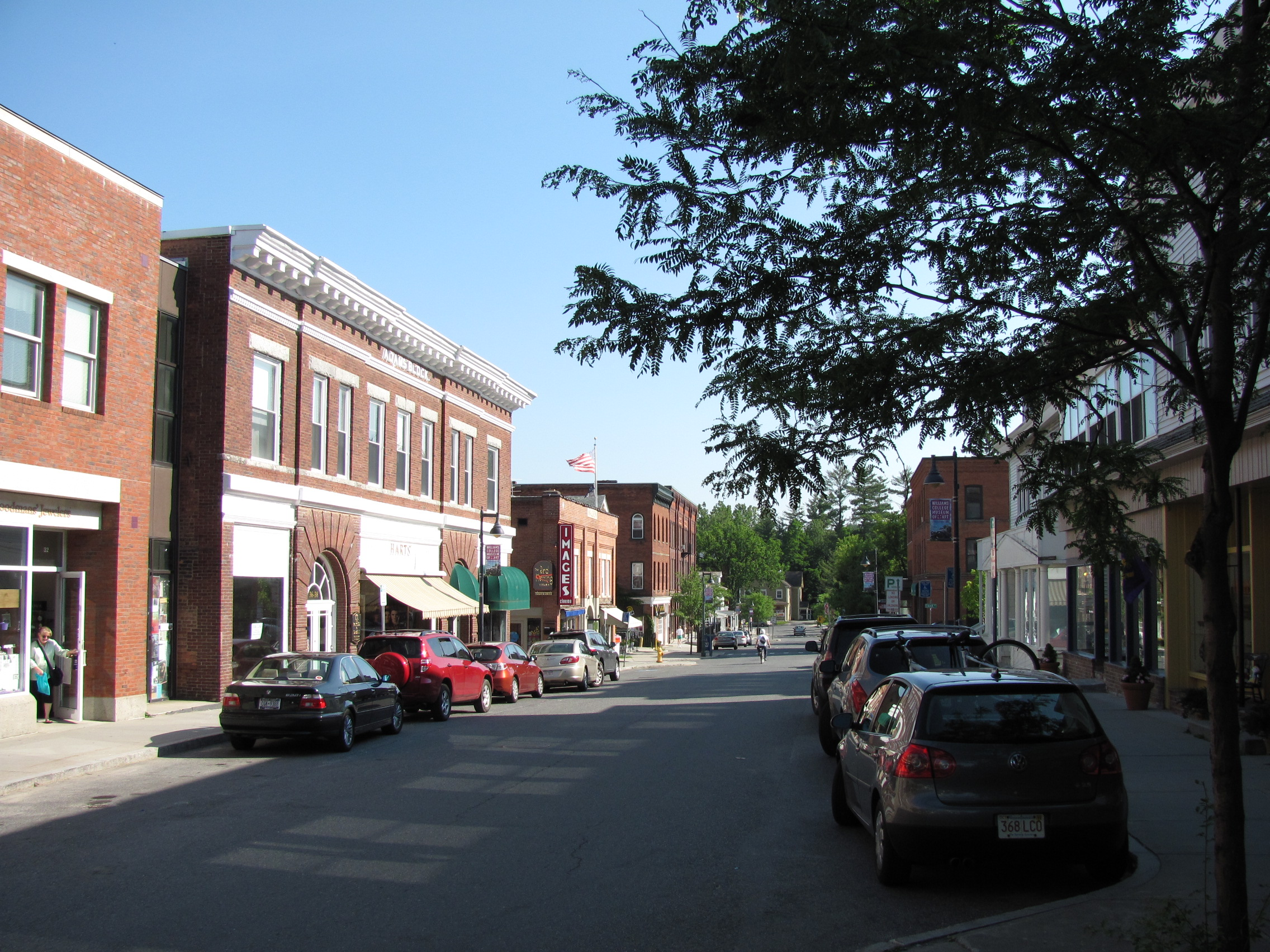
Спринг Стрит в 2010 году
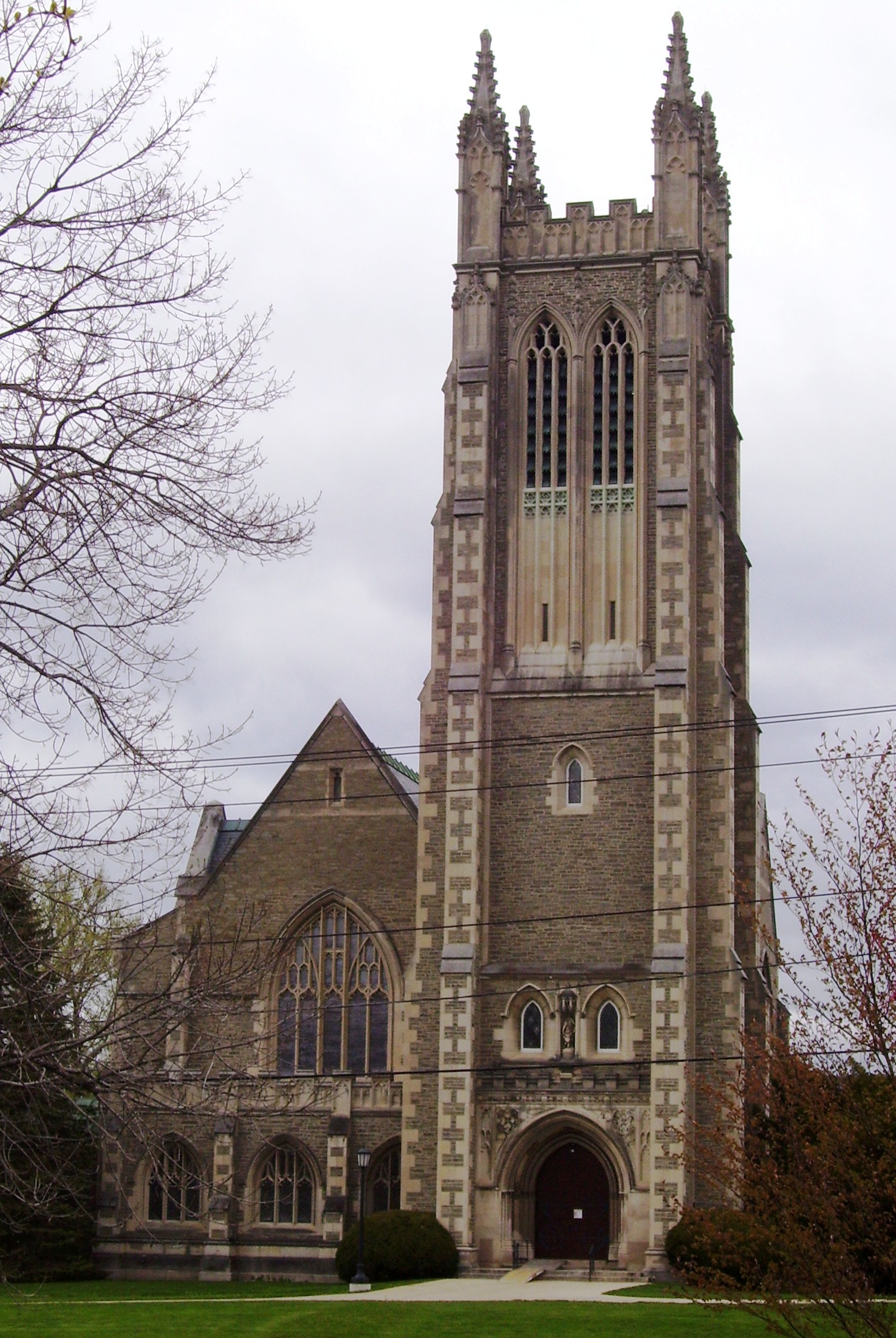
Мемориальная часовня Томпсона, часть колледжа Уильямса, в 2012 году